# Hyaloscypha
Гіалосцифа (Hyaloscypha) — рід грибів родини Hyaloscyphaceae. Назва вперше опублікована 1885 року.

## Поширення та середовище існування
В Україні зустрічається Гіалосцифа безбарвна (Hyaloscypha hyalina).